# Peridontopyge codamini
Peridontopyge codamini är en mångfotingart som beskrevs av Demange 1965. Peridontopyge codamini ingår i släktet Peridontopyge och familjen Odontopygidae. Inga underarter finns listade i Catalogue of Life.